# Manuela Dachner
Manuela Dachner (Pforzheim, 15 de junio de 1960) es una deportista alemana que compitió para la RFA en tiro con arco, en la modalidad de arco recurvo.
Ganó dos medallas en el Campeonato Mundial de Tiro con Arco al Aire Libre, en los años 1983 y 1985, y una medalla de plata en el Campeonato Europeo de Tiro con Arco al Aire Libre de 1986.
Participó en los Juegos Olímpicos de Los Ángeles 1984, ocupando el sexto lugar en la prueba individual.

## Palmarés internacional
| Campeonato Mundial al Aire Libre | Campeonato Mundial al Aire Libre | Campeonato Mundial al Aire Libre | Campeonato Mundial al Aire Libre |
| Año                              | Lugar                            | Medalla                          | Prueba                           |
| -------------------------------- | -------------------------------- | -------------------------------- | -------------------------------- |
| 1983                             | Los Ángeles (Estados Unidos)     | Medalla de plata                 | Equipo                           |
| 1985                             | Seúl (Corea del Sur)             | Medalla de bronce                | Equipo                           |
| Campeonato Europeo al Aire Libre |                                  |                                  |                                  |
| Año                              | Lugar                            | Medalla                          | Prueba                           |
| 1986                             | Esmirna (Turquía)                | Medalla de plata                 | Equipo                           |